# Paul De Keersmaeker
 (mai 2022).
Si vous disposez d'ouvrages ou d'articles de référence ou si vous connaissez des sites web de qualité traitant du thème abordé ici, merci de compléter l'article en donnant les références utiles à sa vérifiabilité et en les liant à la section « Notes et références ».
Paul Philip Marie Hubert, baron De Keersmaecker, né à Kobbeghem le 14 juillet 1929 et mort le 16 décembre 2022, est un homme politique belge, membre du Christen-Democratisch en Vlaams (CD&V).

## Biographie
Député de 1968 à 1995 du CVP, Paul De Keersmaeker fut bourgmestre de Kobbeghem, puis d'Asse de 1977 à 1984. De 1981 à 1992 il fut secrétaire d'État aux Affaires européennes et à l'Agriculture.

## Carrière politique
- Bourgmestre de Kobbeghem
- 1968-1995 : député fédéral belge
- 1977-1984 : bourgmestre d'Asse (Belgique)
- 1979-1981 : député européen CVP
- 1981-1992 : secrétaire d'État belge des affaires européennes et l'Agriculture

Après sa carrière politique, il devient administrateur d'un groupe brassicole.
Paul De Keersmaeker fut anobli en 1997. Sa devise est Suaviter et Fortiter.
Il meurt le 16 décembre 2022 à l'âge de 93 ans ,.